# Nabelschnurknoten

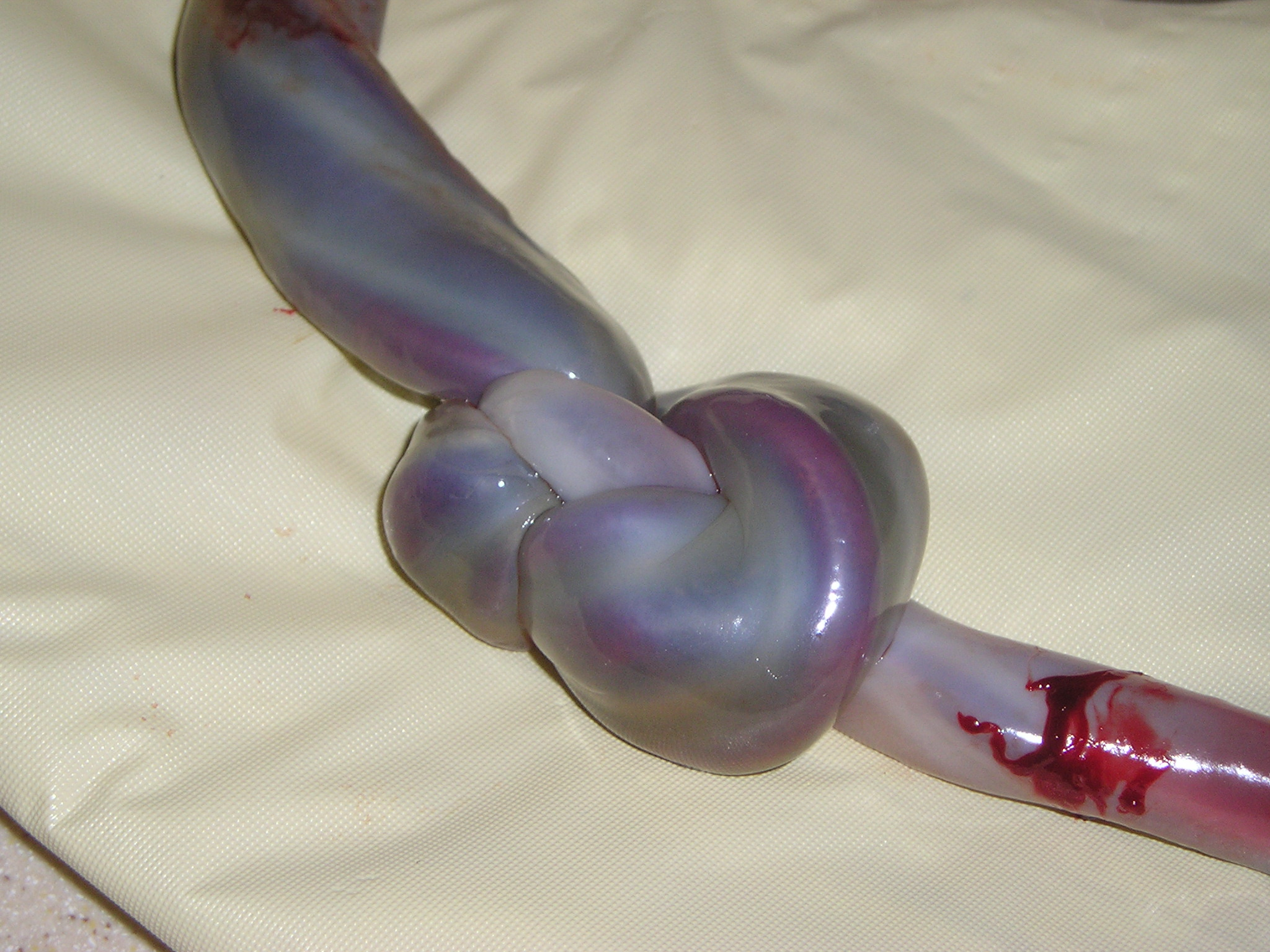
Echter Nabelschnurknoten

Ein Nabelschnurknoten ist eine Komplikation, bei der sich während der Schwangerschaft ein Knoten in der Nabelschnur bildet, der die Blutversorgung des ungeborenen Kindes gefährden kann.

## Echter Nabelschnurknoten
Bei etwa ein bis zwei Prozent aller Schwangerschaften kommt es zu der Entstehung eines echten Nabelschnurknotens. Darunter versteht man einen einfachen, aber auch doppelten Knoten in der Nabelschnur, der sich vermutlich durch verstärkte Aktivität und Drehung des Fetus in der Gebärmutter bildet. Durch Zug am Knoten und die damit verbundene Minderdurchblutung besteht als Folge des Sauerstoffmangels die Gefahr eines intrauterinen Fruchttodes. Nabelschnurknoten sind für etwa fünf Prozent aller perinatalen kindlichen Todesfälle verantwortlich. Wird ein Nabelschnurknoten erst bei der Entbindung symptomatisch, kann es unter der Geburt zu einer verlangsamten Herzfrequenz oder sogenannten variablen Dezelerationen kommen, ähnlich wie bei einem Nabelschnurvorfall. Die Diagnose wird erst nach der Geburt oder Totgeburt gestellt.

## Falscher Nabelschnurknoten
Eine Auftreibung der Wharton-Sulze, der bindegewebigen Hülle der Nabelschnur, oder zusätzliche Krümmungen oder Varizen der Nabelvenen können einen Nabelschnurknoten vortäuschen. Hier liegt jedoch kein Notfall vor.